# マルコ・ドミニス
マルコ・アントニオ・ドミニス（Marcus Antonius de Dominis (Marco Antonio de Dominis, Marko Dominis、Mark Antun de Dominis), Arcivescovo di Spalato e apostata/Archbishop of Split and Dean of Windsor, クロアチア語：Marko Domnianich/Domnjanić (Markantun de Dominis, Marko Antonije de Dominis), splitski nadbiskup, 1560年 ラブ島 Rab（アルベ島 Arbe）- 1624年）は16世紀から17世紀にかけてのアドリア海出身の哲学者、科学者である。
アイザック・ニュートンが1704年の著書「光学」のなかでドミニスの虹の研究を紹介したことで知られる。

## 来歴
1600年スパラート大司教。パドヴァで大学の教授になったが、のち英国国教会に改宗し、1616年からイギリスにわたり6年間そこにとどまり、ケンブリッジとオクスフィードで教えた。
1617年、著作「De Republica Ecclesiastica」で教皇を非難。
1618年からディーン・オブ・ウィンザー（Dean of Windsor）。
ローマに戻り、英国国教会を捨てるが、異端審問で有罪になり、獄死した。著書は焚書された。